# Luisa María Payán
Luisa María Payán (España, 22 de septiembre de 1939) es una actriz y empresaria española.
Desde niña cursó Arte Dramático en la Escuela del Círculo de Bellas Artes (en Madrid). Muy joven debutó en el Teatro de la Comedia con la compañía del actor barcelonés Alberto Closas (1921-1994) en la obra de teatro Matrimonio inmoral.
Fue la primera actriz de la Compañía de Alejandro Ulloa (en Barcelona y en Buenos Aires), dando vida a las heroínas del Teatro Clásico (Desdémona; Ofelia; Isabel de “El Alcalde de Zalamea”; Doña Inés de Ulloa; Rosaura de La vida es sueño, y otros.
Entre sus interpretaciones más notables, figuran obras de
Juan Ignacio Luca de Tena,
Marcel Achard,
Joaquín Calvo Sotelo, y
Juan José Alonso Millán.
Es una militante franquista.
Ha formado cabecera de cartel con
Alberto Closas,
Juanjo Menéndez,
Alejandro Ulloa,
Manuel Dicenta,
Vicente Parra,
Pablo Sanz,
Enrique Guitart,
Jesús Puente,
Fernando Delgado y
Ángel Picazo, entre otros.
Así mismo, ha intervenido en los programas de TVE El alma se serena y 300 millones recitando poesías. Uno de sus grandes éxitos como recitadora ha sido el poema patriótico neofascista del periodista Emilio Romero (1917-2003), Sí, juramos.
Entre sus éxitos más notables como protagonista figuran: A mitad de camino, de Peter Ustinov, dirigida por Ramón Ballesteros.
Su versión de Platero y yo (de Juan Ramón Jiménez), dio lugar a que la Fundación Zenobia y Juan Ramón y el Patronato de la Casa-Museo en Moguer, la consideraran como la mejor interpretación de esa novela.
En 1988 protagonizó la obra de teatro Ocúpate de Amelia.
Desde 1993, ella y la empresa Wonderland Group (de su esposo, el empresario Mariano Torralba) restauraron el Teatro Mayor de Madrid, que había sido cerrado ese año.
En 2003 lo reabrieron.
En 2007 tuvieron que cerrarlo.
A fines de 2008 tuvo que retirarse temporalmente de las tablas y tomarse unos meses de descanso debido a una afección en las cuerdas vocales. En febrero de 2009 volvió a presentarse ante público en el Centro Dotacional Integrado Arganzuela (en Madrid). Realizó un recital de “Poesía Hispanoamericana”, en el que ofreció los mejores versos de los poetas iberoamericanos.
La actriz española Luisa María Payán deleitó al público madrileño con el recital Poesía Hispanoamericana. Tras unos meses retirada de la vida escénica, la actriz se subió al escenario del Centro Dotacional Integrado Arganzuela para poner voz a los versos de
Dámaso Alonso,
Juan Arolas,
Luis Alberto de Cuenca,
Gerardo Diego,
el español Miguel Hernández (con «Me sobra el corazón»),
Jorge da Lima,
Lope de Vega (con «Varios efectos del amor»),
y de artistas hispanoamericanos como
el uruguayo Mario Benedetti (con «Poema frustrado»),
el mexicano Octavio Paz,
la poetisa cubana María Elena Cruz Varela (con «Canción de amor para tiempos difíciles»),
el nicaragüense Rubén Darío («Marcha triunfal»),
la cubana María Elena Cruz Varela,
el costarricense Jorge Debravo y
el peruano José Santos Chocano.

## Filmografía[9]
- 1957: Roberto, el diablo.
- 1959: ¿Dónde vas, Alfonso XII?, como la hermana de Mercedes
- 1963: Primera fila (serie de televisión); episodio «Y amargaba».
- 1963: Sospecha (serie de televisión); episodio: «Bajo prescripción facultativa»
- 1968: Estudio 1 (serie de televisión); episodio: «Un domingo de abril»
- 1966-1968: Novela (serie de televisión); – «Sobra uno» (1966) y «Keleidoscopio en K (1968).
- 1969: Prana